# Ali Baddou
Pour les articles homonymes, voir Baddou.
Ali Baddou, né le 28 février 1974 dans le 14e arrondissement de Paris, est un animateur de radio et de télévision franco-marocain.
Il est connu pour Le Grand Journal de Canal+, dont il a été le présentateur, et C l'hebdo sur France 5, qu'il a présenté de 2017 à 2023. Il a également été présentateur sur France Inter de Questions politiques de 2017 à 2021, tous les dimanches dans la tranche 12/14 puis 12/13. Depuis 2023, il présente Le Six neuf du week-end.

## Biographie

### Jeunesse et famille
Né à Paris, Ali Baddou est issu d'une famille marocaine influente. « [Ses] deux grands-pères étaient militants de l'indépendance du Maroc » et ont connu l'exil.
L'un d'eux fut directeur du protocole du roi Mohammed V. Son père et son oncle sont diplomates ; une cousine, Yasmina Baddou, est avocate et a été ministre de la Santé dans le gouvernement Abbas El Fassi. « Mon histoire familiale est très présente », reconnaît-il.
Ali Baddou a vécu dans différents pays, notamment aux États-Unis (à Washington de 5 à 9 ans) et au Maroc.
Il est élève du lycée Henri-IV à Paris au début des années 1990,.

### Parcours académique (années 1990)
Reçu à l'agrégation de philosophie à l'âge de 23 ans, Ali Baddou enseigne ensuite dans un lycée de Lyon, puis à la Maison d'éducation de la Légion d'honneur, à Saint-Denis (où son ex-compagne Mazarine Pingeot a effectué sa scolarité), avant de se consacrer au journalisme.
En 1999, il est chargé de cours en philosophie politique à Sciences Po,, où il enseigne les enjeux politiques. Il a notamment eu pour élève Emmanuel Macron.
En 2000, il collabore avec Jack Lang au sein du cabinet du ministre de l'Éducation nationale ; il est nommé conseiller technique en mars 2001, chargé des discours et des questions de discrimination.

### Débuts dans les médias (2003-2007)
Il anime en direct l'édition 2005 du Sidaction sur 2M.
Entre 2003 et 2008, il est animateur et producteur de l'émission hebdomadaire de France Culture Le Rendez-vous des politiques, en collaboration avec le magazine L'Express. À la rentrée 2006, lorsque Nicolas Demorand part pour France Inter, le directeur, David Kessler, lui confie la tranche matinale (7 h/9 h) de France Culture, faite d'informations et de débats : Les Matins de France Culture, qu'il présente de septembre 2006 à juin 2009.

### Canal + (2007-2016)
En septembre 2007, Ali Baddou rejoint l'équipe du Grand Journal de la chaîne Canal+, remplaçant Frédéric Beigbeder dans la rubrique littéraire. Il est chroniqueur de l'émission de septembre 2007 à septembre 2011, puis présentateur de La Nouvelle Édition, à la mi-journée.
En juin 2008, il refuse d'animer La Matinale sur la même chaîne, préférant poursuivre et amplifier sa participation au Grand Journal.
En juin 2009, Ali Baddou annonce qu'il quitte la matinale de France Culture. Marc Voinchet le remplace à la rentrée 2009. Ali Baddou est désormais animateur-producteur de l'émission culturelle Radio Libre le samedi de 15 h 30 à 17 h sur France Culture.
Entre le 27 juin et le 27 août 2011, Ali Baddou a présenté l'émission Le Grand Mag sur Canal+ tous les samedis à 19 h 10.
De septembre 2011 à juin 2015, Ali Baddou succède à Bruce Toussaint à la présentation de la case de mi-journée sur Canal+, L'Édition spéciale, rebaptisée La Nouvelle Édition. En 2012, il officie également comme remplaçant de Michel Denisot à la présentation du Grand Journal. En janvier 2015, quelques jours avant l'attentat contre Charlie Hebdo, il dit du roman Soumission de Michel Houellebecq, qu'il lui « a foutu la gerbe » et que « l'islamophobie est diluée » selon lui dans ce roman.
En septembre 2015, il succède à Maïtena Biraben à la présentation du Supplément chaque week-end à 12 h 45 sur Canal+. En juin 2016, la presse annonce qu'il quitte Canal+.

### Retour au service public (depuis 2016)
En septembre 2016, Ali Baddou reprend sur France Inter l'interview de 7 h 50 du vendredi.
En janvier 2017, il succède à Nicolas Demorand à la présentation du magazine culturel Drôle d'endroit pour une rencontre, diffusé le vendredi en seconde partie de soirée sur France 3. Il prend officiellement la tête de cette émission en mars 2017.
Depuis la rentrée 2017, il anime l'émission C l'hebdo, diffusée tous les samedis sur France 5 à 19h. Sur la même chaîne, il est également joker d'Anne-Élisabeth Lemoine dans C à vous.
En 2017, il est engagé par Yann Arthus-Bertrand pour écrire et être le narrateur du documentaire Le Maroc vu du ciel diffusé sur France 2.
Fin juin 2017, Ali Baddou est chargé du 12/14 dominical de France Inter, incluant l'émission Questions politiques retransmise en simultané sur France Info TV de 12h05 à 13h00, succédant ainsi à Nicolas Demorand. Ce dernier est parti animer le 7/9 d'Inter aux côtés de Léa Salamé. Ali Baddou est également son joker à la présentation du 7/9 de France Inter, en duo avec Carine Bécard. À partir de la rentrée 2018, les chroniques de Questions politiques sont distinctes de cette dernière et figurent dans l'émission Le grand face à face (d) diffusée le samedi et également présentée par Ali Baddou, tandis que Questions politiques est, à compter de la même date, diffusée de 12h à 13h (nouvelle durée). À la rentrée 2021, Thomas Snégaroff devient le présentateur de cette dernière.
Le 20 juin 2023, on apprend qu'il quitte C l'hebdo où il est remplacé par Aurélie Casse, mais aussi le Grand face à face, où Thomas Snégaroff prend sa place ; il anime la tranche horaire de 6 h à 9 h du vendredi au dimanche sur France Inter.

## Vie privée
Il est le compagnon de Mazarine Pingeot entre 1992 et 1998. Il la rencontre lors de leur scolarité au lycée Henri-IV à Paris. À cette époque, il rencontre à plusieurs reprises François Mitterrand sans savoir au préalable que c'est le père de sa compagne. Il fait sa première apparition publique au bras de sa compagne lors des obsèques de l'ancien président de la République en janvier 1996.
En octobre 2010, il a commencé à fréquenter l'actrice Charlotte Le Bon et le couple a annoncé les fiançailles en 2013,. Ils se séparent en juillet 2016 après trois ans de fiançailles et six ans de vie commune.
Le démantèlement d'une vaste fraude au permis de conduire dans les Hauts-de-Seine en mai 2016 a révélé qu’Ali Baddou faisait partie des bénéficiaires de cette fraude, en ayant acheté un nouveau permis aux organisateurs du trafic plutôt que de repasser l'examen de conduite. Il a déclaré regretter son acte sur Twitter.

## Filmographie

### Acteur
- 2012 : L'amour dure trois ans de Frédéric Beigbeder : lui-même
- 2019 : Toute ressemblance... de Michel Denisot : lui-même
- 2023 : Fast and Furious 10  (Fast X) de Louis Leterrier : un journaliste[32]

### Réalisateur
- 2015 : Les Nouveaux loups de Wall Street, documentaire télévisé coréalisé avec Ivan Macaux